# Amedeo Bassi
Amedeo Vittorio Bassi (ur. 29 lipca 1874 w Montespertoli, zm. 15 stycznia 1949 we Florencji) – włoski śpiewak operowy, tenor.

## Życiorys
Studiował u Corrado Pavesiego Negri we Florencji. Zadebiutował na scenie w 1897 roku w Castelfiorentino tytułową rolą w operze Ruy Blas Filippo Marchettiego. Na początku XX wieku wielokrotnie występował w Ameryce Południowej, w 1908 roku kreował rolę Radamesa w Aidzie w przedstawieniu uświetniającym otwarcie Teatro Colón w Buenos Aires. Od 1906 roku występował w Stanach Zjednoczonych, kolejno w Manhattan Opera House (1906–1908), Chicago Grand Opera (1910–1916) i Metropolitan Opera (1910–1912). Od 1921 do 1926 roku występował pod batutą Arturo Toscaniniego w mediolańskiej La Scali, gdzie wcielał się w role tytułowe w Parsifalu i Zygfrydzie oraz Logego w Złocie Renu. Wystąpił ponadto w prapremierowych przedstawieniach oper Pietro Mascagniego Amica (Monte Carlo 1905, w roli Lionella) i Tess Frédérica Alfreda d’Erlangera (Neapol 1906, w roli Angela Clare).
Jego uczniem był Ferruccio Tagliavini.